# 藤本孝雄
藤本 孝雄（ふじもと たかお、1931年〈昭和6年〉1月17日 - ）は、日本の政治家。衆議院議員（10期）、沖縄開発庁長官、厚生大臣、内閣官房副長官、農林水産大臣などを歴任した。

## 来歴・人物
香川県高松市出身。香川県立高松高等学校、東京大学法学部卒業。証券会社、日本電信電話公社勤務を経て、1963年衆院選に初当選。（当選同期に小渕恵三・橋本龍太郎・小宮山重四郎・伊東正義・田中六助・渡辺美智雄・藤尾正行・佐藤孝行・中川一郎・三原朝雄・鯨岡兵輔・西岡武夫・奥野誠亮など）。通算当選10回。自民党内では三木→河本派に属し沖縄開発庁長官、厚生大臣、内閣官房副長官、農林水産大臣などを歴任。農水大臣時代は、諫早干潟事業続行決定に対して環境破壊との批判があった。2000年の第42回衆議院議員総選挙では香川1区から出馬したが無所属の平井卓也に敗れ落選。2003年の第43回衆議院議員総選挙では比例四国ブロックから比例名簿下位で出馬したものの落選し引退。引退後は特定非営利活動法人歯科医療情報推進機構理事長などを歴任。

## 略歴
1954年3月に東京大学法学部卒業。
1963年11月に衆議院議員に初当選する。以後当選10回｡
1970年1月、科学技術政務次官（第3次佐藤内閣）として務める。1973年11月、環境政務次官（第2次田中内閣）となる。
1985年8月、沖縄開発庁長官（第2次中曽根内閣）となる。1987年11月、厚生大臣（竹下内閣）として務める。1989年8月、自民党幹事長代理、内閣官房副長官（第1次海部内閣）として務める。
1996年11月、農林水産大臣（第2次橋本内閣）となる。

## 家族
- 父：藤本捨助（1894 - 1963） - 元衆議院議員（5期）。

## 著書
- 『藤本孝雄の大臣報告』 プラネット出版 1989年6月 ISBN 4881913042